# Marita Kaus

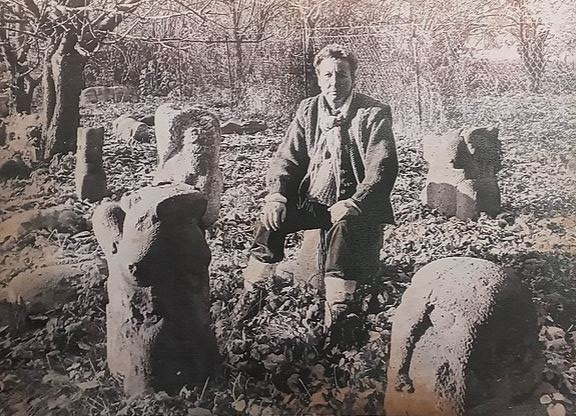
Marita Kaus in ihrer Arbeitsstätte

Marita Kaus (* 7. Februar 1940 in Hanau; † 12. September 2010 in Frankfurt am Main) war eine deutsche Bildhauerin.

## Leben und Werk
Kaus ging in Glashütten (Hochtaunuskreis) auf die Grundschule. Sie  hatte Kinderlähmung, sodass eines ihrer Beine Bein verkürzt war. Bis ins Jahr 1958 besuchte sie in Frankfurt das Gymnasium und für ein Jahr ein Praktikum und Zeichenunterricht bei Bildhauer, Rohgussbearbeitung.
Sie studierte von 1959 bis 1964 Bildhauerei am Städel in Frankfurt am Main bei Hans Mettel. Ihre bevorzugten Materialien waren Diabas, Basalt, Granit und Marmor. Sie schuf auch Skulpturen aus Papier, Aluminium und Holz. Nach ihrem Studium war sie als freischaffende Künstlerin hauptsächlich im hessischen Raum tätig. Als Folge der Kinderlähmung hatte sie Schwierigkeiten, sich mit dem Körper als Kunst auseinanderzusetzen. Meist schuf sie nur Teile vom Menschen (nur Torso, Kopf, Bein oder Hand). Auch waren meist schützende Hände über den Körper ihrer Skulpturen gelegt.
Ihre Werkstätte befand sich zuerst in Frankfurt-Hausen, später verlegte sie sie nach Praunheim auf das Gelände der Gärtnerei Buchholz, welche sie ihnen abkaufte. Aufgrund des hohen Gewichts ihrer Kunstobjekte war es ihr nicht möglich, Ausstellungsstücke zu verlegen. Deshalb befinden sich praktisch alle Steinobjekte bis heute auf dem Gartengelände im Niddapark. Ihre Werkstätte nannte sie den  „Acker“. Auftragskunst lehnte sie ab. 
Ihre Werke Steinvariationen I und II entstanden am Ostpark in Frankfurt am Main 1967, die Köpfe 1976/1977 an der Großen Bockenheimer Straße. Ihren Arbeitsort als Garten hatte sie in Frankfurt-Praunheim am Volkspark Niddapark. In diesem Skulpturengarten werden heute (Stand 2021) durch den Frankfurter Verein KunstWerk Praunheim Führungen angeboten.
In ihrer späten Phase malte Kaus und  schrieb Gedichte. Sie spielte auch Klavier.

## Galerie

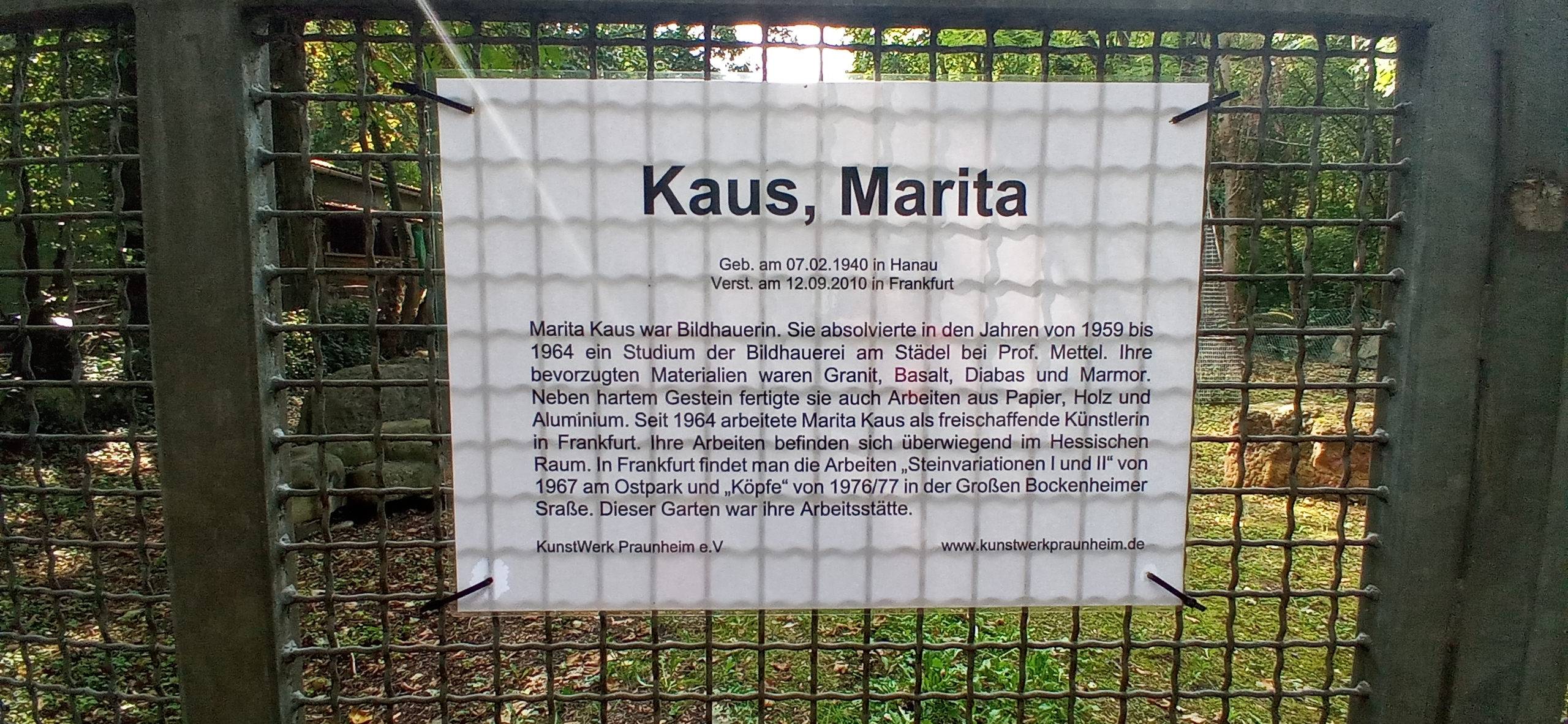
Schild zum Arbeitsort von Marita Kaus
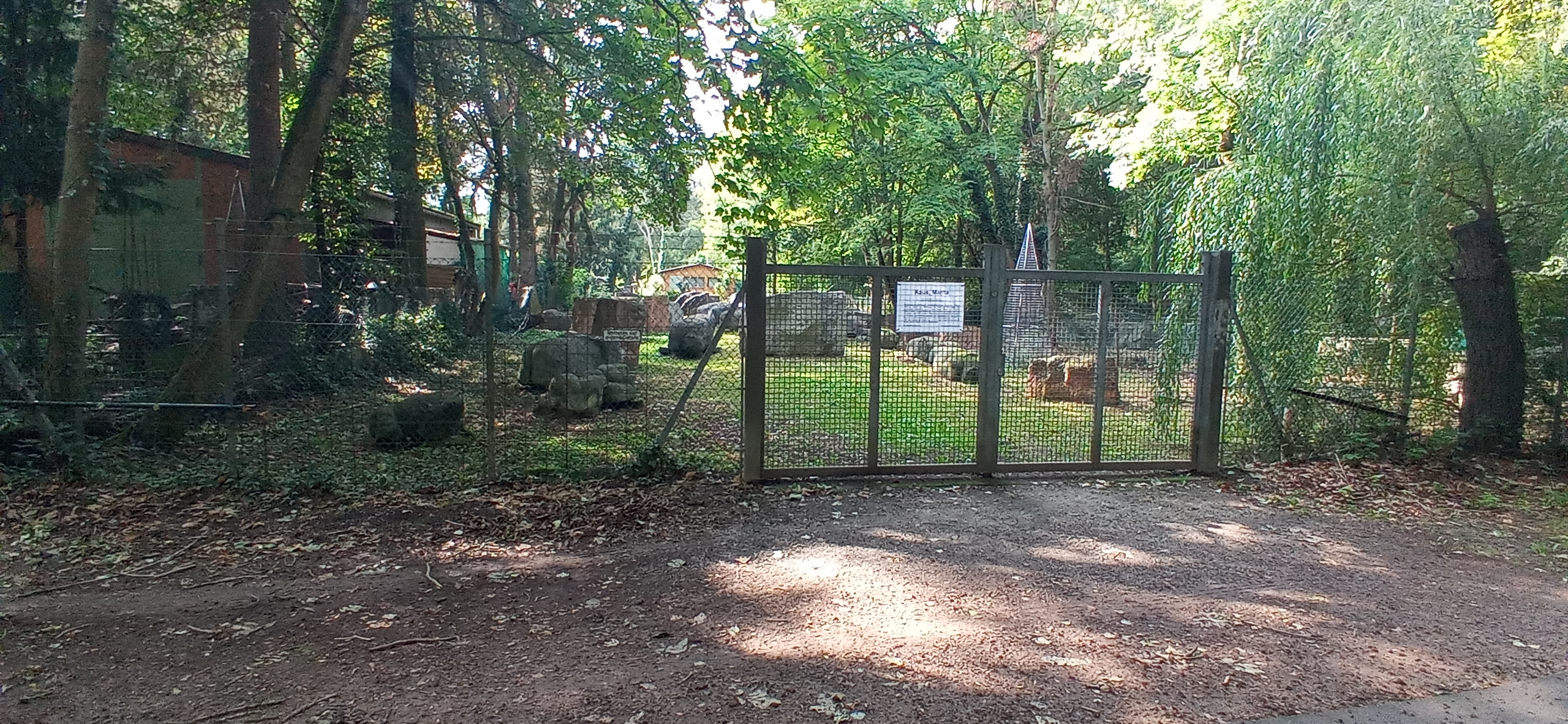
Arbeitsort Marita Kaus (Eingangsseite vom Niddapark her gesehen)
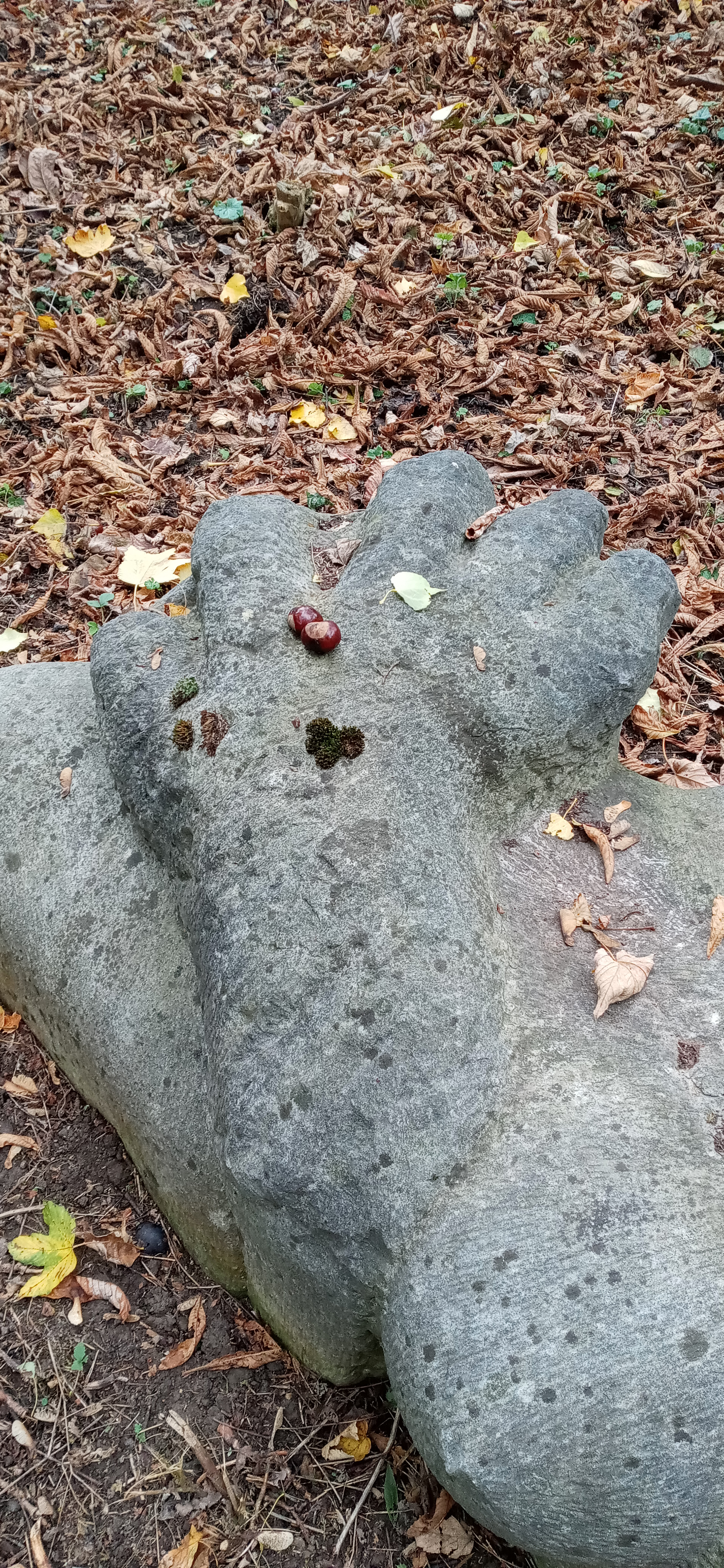
Beispiel bei der schützenden Hand bei der Kunst von Marita Kaus
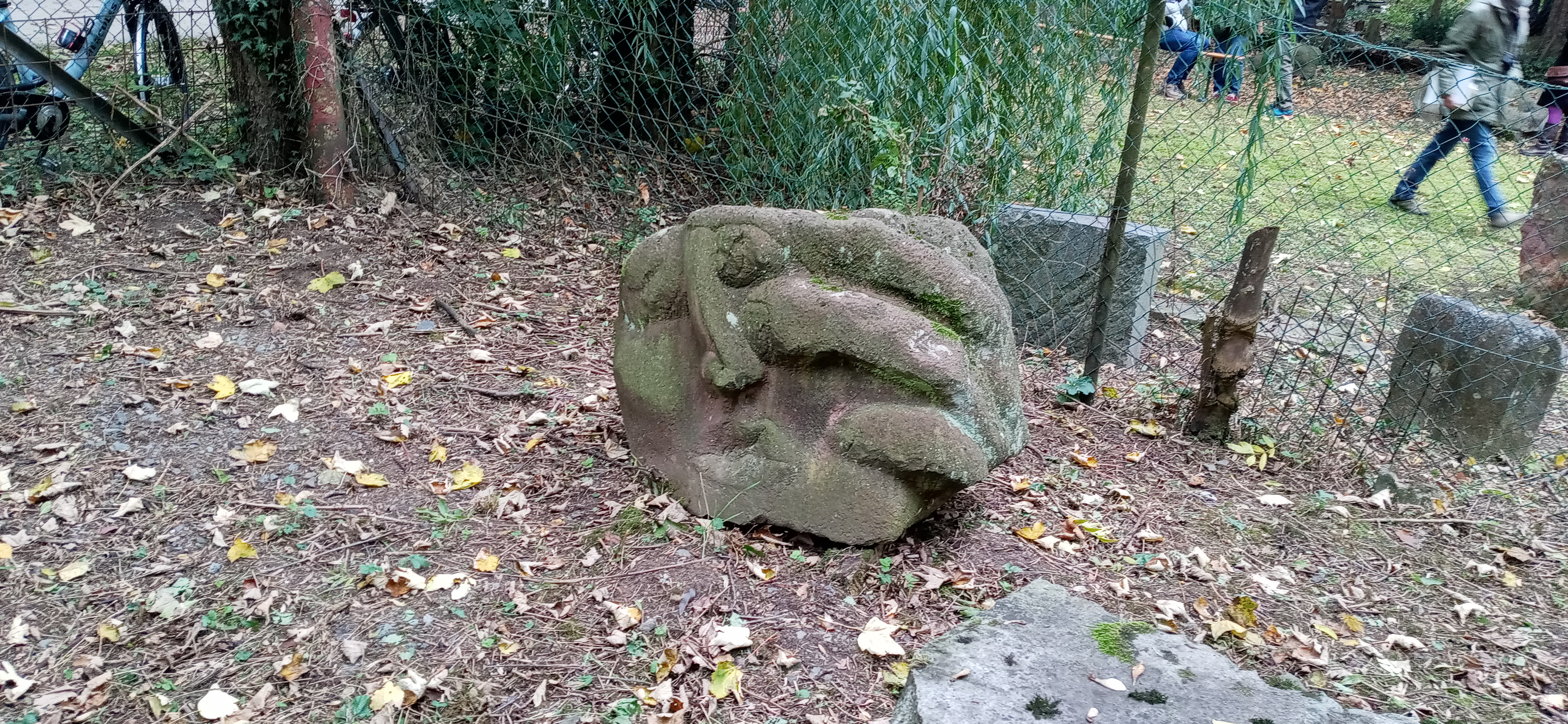
Skulptur eines Kopfes von Marita Kaus
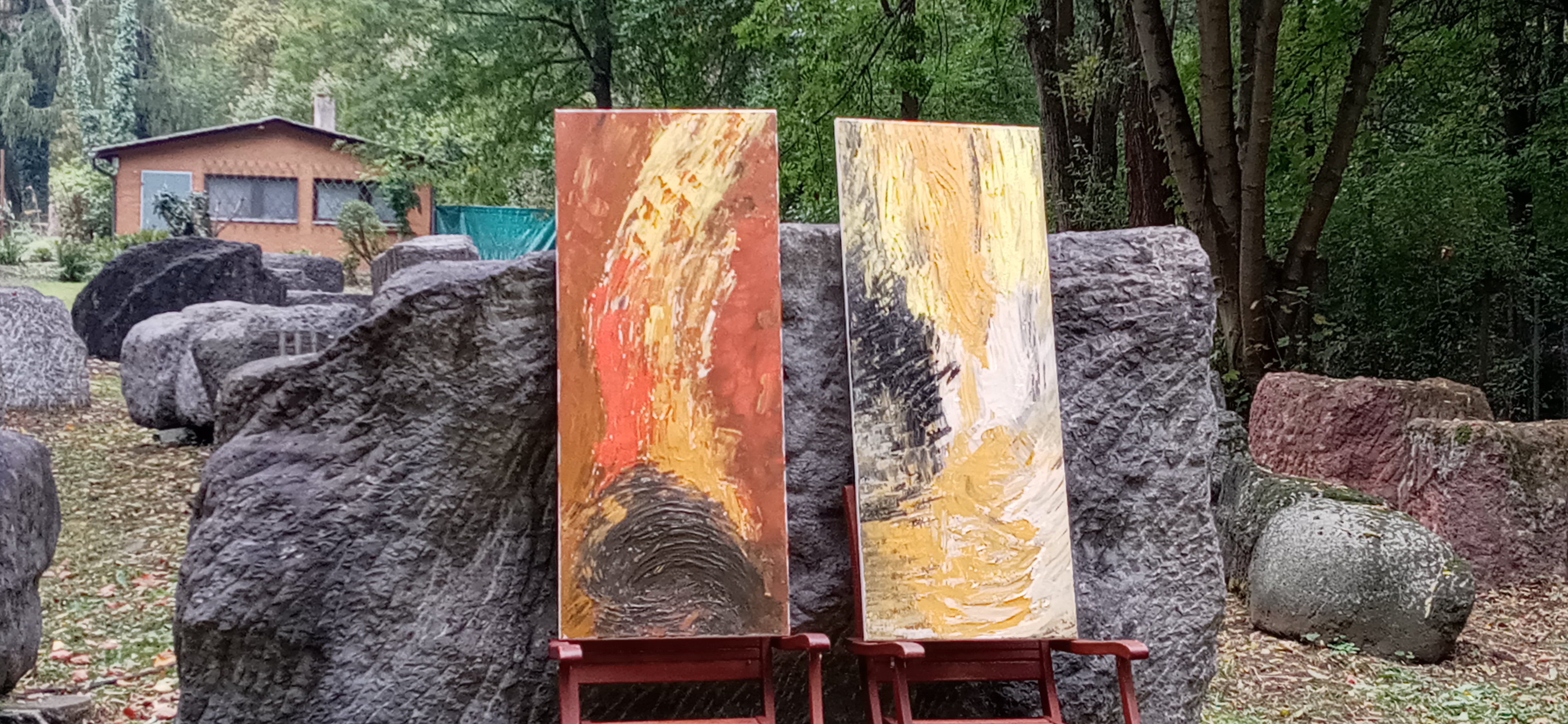
Malerei Marita Kaus bei der Kunstausstellung im Okt. 2020